# Helena Łangowska-Adamczyk
Helena Łangowska-Adamczyk (ur. 5 sierpnia 1933 w Zabrodach, zm. 19 lipca 2020) – polski chirurg szczękowy, prof. dr hab.

## Życiorys
Jako dziecko była więźniem niemieckiego obozu przesiedleńczego w Potulicach. 
W 1957 ukończyła studia w Śląskiej Akademii Medycznej, następnie podjęła pracę w macierzystej uczelni. W 1960 uzyskała I stopień specjalizacji w zakresie chirurgii stomatologii, w 1968 otrzymała stopień doktora, w 1974 uzyskała II stopień specjalizacji w zakresie chirurgii szczękowej, w 1981 otrzymała stopień doktora habilitowanego. 26 stycznia 1999 nadano jej tytuł profesora w zakresie nauk medycznych. 
Pracowała w II Katedrze i Klinice Chirurgii Szczękowo-Twarzowej na Wydziale Lekarskim w Zabrzu Śląskiej Akademii Medycznej w Katowicach, była kierownikiem tej jednostki.
W PRL została odznaczona Złotym Krzyżem Zasługi, w 2002 Krzyżem Oficerskim Orderu Odrodzenia Polski.

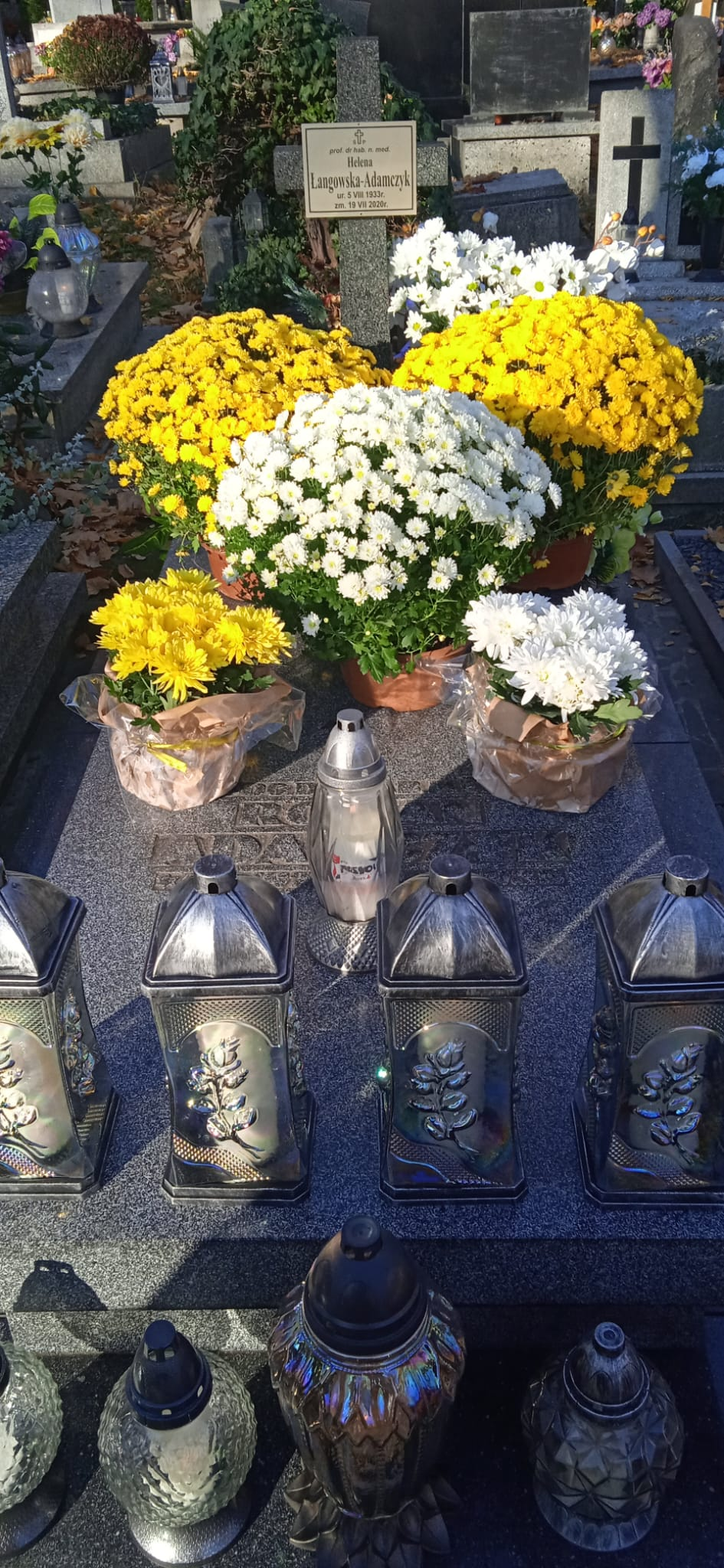
Grób prof. Heleny Łangowskiej-Adamczyk na cmentarzu przy ul. Francuskiej w Katowicach